# Geranium lasiocaulon
Geranium lasiocaulon là một loài thực vật có hoa trong họ Mỏ hạc. Loài này được Nakai mô tả khoa học đầu tiên năm 1935.